# Châtillon, Jura, Schweiz
Châtillon är en ort och kommun i distriktet Delémont i kantonen Jura, Schweiz. Kommunen har 494 invånare (2023).